# Тихо Орлић
Тихо Орлић (Сплит, 16. децембра 1976) је хрватски музичар и певач.
Музичко образовање стекао је у музичкој школи Јосипа Харца у Сплиту. Сарадњу са контроверзним певачем Марком Перковићем Томпсоном започиње 1994. снимајући пратеће вокале на неколико његових песама. Први званични наступ као соло извођач Тихо је имао на Етнофесту у Неуму 1999, да би годину дана после снимио хит „Далеко је“. То је био успешан почетак каријере, а потврда тога догодила се 2001. године, кад су Тихо и Томпсон отпевали песму „Стари се“ и освојили прву награду публике и жирија на фестивалу Мелодије Мостара. Године 2002. Тихо побеђује на фестивалу у Топуском с песмом „Наша прва ноћ“, а те године је одржан и велики Томпсонов концерт на Пољуду испред 60.000 људи, где је Тихо уз свирање на том концерту отпевао у дуету с Марком песму „Стари се“. Тихин првенац издат је на лето 2004. године након наступа на Хрватском радио фестивалу са песмом „Опасно је љубити“, и наступа на Сплитском фестивалу са баладом „Остани“. Албум је угледао светлост дана у издању издавачке куће Croatia Records, 7 песама с албума је награђено на разним фестивалима широм земље. Касније се потпуно посвећује раду са Томпсоном, те ради музичке аранжмане и учествује у продукцији на једном од најпродаванијих албума у Хрватској „Било једном у Хрватској“, којег је пратила и највећа концертна турнеја са више од 150 наступа, а атмосферу са турнеје најбоље осликава ДВД с загребачког концерта на Максимиру испред 60.000 људи. Сам концерт је прожет националистичким и шовинистичким набојем у којем се што на директан, што на индиректан начин велича усташка идеологија на којој и почива каријера Марка Перковића-Томпсона. Сценографија као и Томпсонова кореографија на концерту је била јако индикативна, јер се дало приметити да је Томпсон играо на карту тзв. "домољубља" инспирисаног мрачном прошлошћу Хрватске. Марко Перковић се никада јавно није оградио од усташтва, па је а концерту и примећен знатан број оних који су носили усташка обележја а чули су се и фашистички узвици :"За дом спремни"; "Убиј Србина"; "Србе на врбе";...итд.Током турнеје Марка Перковића, Тихо је радио на обрадама и аранжирању старијих његових песама које су својеврстан пресек свега оног што је Томпсон радио у првих десетак година своје каријере, а све то је резултовало албумом „Друга страна“ у издању Croatia Records 2008. године.

## Дискографија
2004 — „Тихо“
- 1. Опасно је љубити
- 2. Фалит ћеш ми
- 3. Остани
- 4. Добра вила
- 5. Ајде приђи ближе
- 6. Далеко је
- 7. Наша прва ноћ
- 8. Што се не вратиш
- 9. Нису то громови
- 10. Женит ћу се
- 11. Стари се (са Томпсоном)